# Florencia Aguirre
Florencia Aguirre Perdomo (Minas, 14 maggio 1989) è una pallavolista uruguaiana.
Gioca nel ruolo di centrale nel Club Sporting Cristal.

## Carriera
La carriera professionistica di Florencia Aguirre inizia nell'annata 2006-07 quando viene ingaggiata dal Club Atlético Boca Juniors, militante nella Primera División argentina: nella stessa divisione veste, nella stagione 2007-08, la maglia dell'Olímpico de Freyre e poi, dalla stagione 2008-09, quella del Club Bell Voley, dove resta per quattro annate; in questo lasso di tempo riceve le prime convocazioni nella nazionale uruguaiana.
Nella stagione 2012-13 viene ingaggiata dall'Entente Sportive Le Cannet-Rocheville Volley-Ball, nella Ligue A francese, mentre nell'annata successiva passa al Volleyball Casalmaggiore, squadra neopromossa nella Serie A1 italiana.
Nel gennaio 2015 firma a stagione in corso col Club Sporting Cristal di Lima, formazione militante nella Liga Nacional Superior peruviana.